# Colchicum speciosum
Còlquic blanc (Colchicum speciosum Album), és una planta que des de 1985 està ubicada dins de la família Colquicàcia o Colchicaceae i que anteriorment es considerava part de la família Liliàcia. És una planta bulbosa, vigorosa, que floreix a la tardor. Posseeix fins a 20 flors blanques, en forma de copa, les quals resisteixen les inclemències del temps i poden fer de 10 a 15 cm de longitud. A la primavera, produeix fulles basals grans, molt amples i semierguides que apareixen a finals de l'hivern o en primavera.
És planta verinosa per als humans encara que principalment afecta els ramats que se la mengin quan pasturen.
El Còlquic en estat silvestre s'estén per la part montana de la regió mediterrània però també és present a la Gran Bretanya.
A Catalunya, encara que aquesta espècie no ha estat mai citada, hi viuen algunes altres espècies del gènere Colchicum, normalment en àrees de muntanya mitjana o a l'alta muntanya.

## Descripció
El nom de l'espècie speciosum significa cridaner i fa referència a la seva vistositat de les seves flors.
La planta creix a partir d'una estructura bulbosa anomenada corm des d'on surten unes fulles obtuses de 60 cm de llarg per 5 cm d'ample que són de color verd fosc. Les flors són de color rosa o lila apareixen solitàries o en grups i presenten 6 tèpals soldats en forma de tub. El fruit és en forma de càpsula.
S'utilitza com a planta medicinal (el corm i els fruits capsulars), sota control mèdic, per raó dels seus components principals la colquicina (contra la gota i els efectes de l'esclerosi múltiple) i el colquicòsid (com a relaxant muscular en les contractures musculars).
També s'utilitza en millora genètica per la propietat d'induir al poliploidisme.
En haver una gran demanda dels components de la planta per la indústria farmacèutica, fornida fins ara de la recol·lecció de plantes silvestres, s'intenta el conreu del còlquic que presenta grans dificultats. Hi ha grans dificultats en la reproducció asexual vegetativa i a més la germinació de les càpsules és pràcticament nul·la.